# Hökälen
Hökälen är ett naturreservat i Umeå kommun i Västerbottens län.
Området är naturskyddat sedan 2016 och är 52 hektar stort. Reservatet ligger nordväst om Snörsjön med Öster-Långbäcken i mitten av området. Reservatet består av gammal granskog.